# Guayama (Guayama)
Guayama es un barrio-pueblo ubicado en el municipio de Guayama en el estado libre asociado de Puerto Rico. En el Censo de 2010 tenía una población de 16891 habitantes y una densidad poblacional de 2.643,56 personas por km².

## Geografía
Guayama se encuentra ubicado en las coordenadas 17°58′36″N 66°6′51″O / 17.97667, -66.11417. Según la Oficina del Censo de los Estados Unidos, Guayama tiene una superficie total de 6.39 km², de la cual 6.38 km² corresponden a tierra firme y (0.2%) 0.01 km² es agua.

## Demografía
Según el censo de 2010, había 16891 personas residiendo en Guayama. La densidad de población era de 2.643,56 hab./km². De los 16891 habitantes, Guayama estaba compuesto por el 68.36% blancos, el 17.84% eran afroamericanos, el 0.73% eran amerindios, el 0.21% eran asiáticos, el 0.01% eran isleños del Pacífico, el 6.15% eran de otras razas y el 6.7% pertenecían a dos o más razas. Del total de la población el 99.11% eran hispanos o latinos de cualquier raza.